# Алысардах (Верхоянский район)
Алысарда́х (якут. Алыһардаах) — село в Верхоянском улусе Якутии России. Входит в состав Адыччинского наслега.

## География
Село находится в северной части Якутии, у озера Миске-Кюеле, на расстоянии 73 км от административного центра улуса посёлка Батагай и 30 км от центра наслега  села Бетенкёс.
Климат
Климат характеризуется как резко континентальный, с продолжительной морозной малоснежной зимой и коротким прохладным летом. Средняя температура воздуха самого тёплого месяца (июля) составляет от 16 до 17 °C; самого холодного (января) от −38 до −48 °C. Среднегодовое количество атмосферных осадков составляет 150—300 мм. Снежный покров держится в течение 215—235 дней в году.

## История
Согласно Закону Республики Саха (Якутия) от 30 ноября 2004 года N 173-З N 353-III село вошло в муниципальное образование Адыччинский наслег.

## Население
| 1989 | 2002 | 2010 | 2021 |
| ---- | ---- | ---- | ---- |
| 100  | ↗103 | ↘94  | ↗97  |

Национальный состав
Согласно результатам переписи 2002 года, в национальной структуре населения якуты составляли 94 % из 103 чел.

## Улицы
В селе имеются две улицы: Кызыл-Майская и Рабочая.

## Экономика
Развито мясо-молочное скотоводство.

## Инфраструктура
В селе расположена дизельная электростанция Верхоянских электрических сетей АО «Сахаэнерго».